# Cagliari Calcio 1984-1985
Questa pagina raccoglie le informazioni riguardanti il Cagliari Calcio nelle competizioni ufficiali della stagione 1984-1985.

## Stagione
Nella stagione 1984-1985 il Cagliari disputa il campionato cadetto. Raccogliendo 34 punti si piazza in 17ª posizione retrocedendo in Serie C1. Ha tuttavia mantenuto la categoria in quanto ripescato, stante il declassamento del Padova, per illecito sportivo e retrocesso dal 14º all'ultimo posto della classifica.
La squadra sarda è partita a inizio stagione con l'allenatore Fernando Veneranda, sostituito a metà ottobre da Renzo Ulivieri dopo la quinta giornata di campionato, caratterizzata dalla sconfitta subita a San Benedetto del Tronto (0-1), che è stata la quinta sconfitta consecutiva.
Il Cagliari fa meglio in Coppa Italia, dove prima del campionato, nel settimo girone di qualificazione, si piazza al secondo posto nel girone 7, alle spalle della Juventus, qualificandosi in questo modo per gli ottavi di finale.
Poi a febbraio li disputa, incontrando il Torino, al quale cede il passaggio ai quarti di finale.

## Divise e sponsor
Il Cagliari mantenne il completo della stagione precedente firmato Ennerre,  il main sponsor fu invece F.O.S., acronimo di Formaggi Ovini Sardi.

## Organigramma societario
Area direttiva
- Presidente: Fausto Moi
- Segretaria: rag. Antonietta Arpe

Area sanitaria
- Medico sociale: Oreste Murgia
- Massaggiatore: Domenico Duri

Area tecnica
- Allenatore: Fernando Veneranda, dalla 6ª alla 38ª giornata Renzo Ulivieri
- Preparatore atletico: prof. Vincenzo Molinas
- Allenatore Primavera: Nené

| 1ª divisa | 2ª divisa |  |

## Rosa
| N. |                   | Ruolo | Calciatore         |
| -- | ----------------- | ----- | ------------------ |
|    | Italia (bandiera) | P     | Daniele Goletti    |
|    | Italia (bandiera) | P     | Vincenzo Minguzzi  |
|    | Italia (bandiera) | P     | Roberto Sorrentino |
|    | Italia (bandiera) | D     | Giacomo Chinellato |
|    | Italia (bandiera) | D     | Marco De Simone    |
|    | Italia (bandiera) | D     | Oreste Lamagni     |
|    | Italia (bandiera) | D     | Sandro Loi         |
|    | Italia (bandiera) | D     | Mauro Valentini    |
|    | Italia (bandiera) | D     | Maurizio Venturi   |
|    | Italia (bandiera) | D     | Vittorio Pusceddu  |
|    | Italia (bandiera) | C     | Giuseppe Bellini   |
|    | Italia (bandiera) | C     | Angelo Conca       |
|    | Italia (bandiera) | C     | Antonio Crusco     |

| N. |                   | Ruolo | Calciatore         |
| -- | ----------------- | ----- | ------------------ |
|    | Italia (bandiera) | C     | Siro D'Alessandro  |
|    | Italia (bandiera) | C     | Vincenzo Marino    |
|    | Italia (bandiera) | C     | Antonio Marrazzo   |
|    | Italia (bandiera) | C     | Fabio Poli         |
|    | Italia (bandiera) | C     | Roberto Quagliozzi |
|    | Italia (bandiera) | C     | Antonio Ravot*     |
|    | Italia (bandiera) | C     | Massimo Rovellini  |
|    | Perù (bandiera)   | C     | Julio César Uribe  |
|    | Italia (bandiera) | A     | Marco Branca       |
|    | Italia (bandiera) | A     | Gianni De Rosa     |
|    | Italia (bandiera) | A     | Massimiliano Pani  |
|    | Italia (bandiera) | A     | Luigi Piras        |

## Risultati

### Serie B

#### Girone di andata
| Arbitro: | Pirandola (Lecce) |

|                  |           |             |
| De Falco 1’, 46’ | Marcatori | 63’ Bellini |

| Arbitro: | Frigerio (Milano) |

|  |           |           |
|  | Marcatori | 19’ Russo |

| Arbitro: | Greco (Lecce) |

|                   |           |  |
| Crusco 74’ (aut.) | Marcatori |  |

| Arbitro: | Esposito (Torre del Greco) |

|  |           |                      |
|  | Marcatori | 4’ Biondi 30’ Traini |

| Arbitro: | Boschi (Parma) |

|               |           |  |
| Borgonovo 24’ | Marcatori |  |

| Arbitro: | Ciulli (Roma) |

|                     |           |                 |
| Conca 14’ Uribe 25’ | Marcatori | 81’ (rig.) Bivi |

| Varese 28 ottobre 1984 7ª giornata | Varese                    | 0 – 0 | Cagliari | Stadio Franco Ossola\| Arbitro: \| Pezzella (Frattamaggiore) \| |
| Arbitro:                           | Pezzella (Frattamaggiore) |       |          |                                                                 |

| Arbitro: | Coppetelli (Tivoli) |

|                 |           |  |
| Giovannelli 79’ | Marcatori |  |

| Arbitro: | Vecchiatini (Bologna) |

|                          |           |                |
| G. De Rosa 31’, 43’, 70’ | Marcatori | 84’ De Martino |

| Arbitro: | Pirandola (Lecce) |

|             |           |  |
| Fiorini 18’ | Marcatori |  |

| Arbitro: | Boschi (Parma) |

|          |           |           |
| Piras 1’ | Marcatori | 60’ Bolis |

| Parma 2 dicembre 1984 12ª giornata | Parma             | 0 – 0 | Cagliari | Stadio Ennio Tardini\| Arbitro: \| Frigerio (Milano) \| |
| Arbitro:                           | Frigerio (Milano) |       |          |                                                         |

| Arbitro: | Ballerini (La Spezia) |

|                                               |           |              |
| Loi 19’ F. Poli 43’ G. De Rosa 58’ Branca 82’ | Marcatori | 80’ Di Mauro |

| Arbitro: | Leni (Perugia) |

|               |           |  |
| O. Tacchi 50’ | Marcatori |  |

| Cagliari 23 dicembre 1984 15ª giornata | Cagliari       | 0 – 0 | Padova | Stadio Sant'Elia\| Arbitro: \| Pieri (Genova) \| |
| Arbitro:                               | Pieri (Genova) |       |        |                                                  |

| Arbitro: | Ongaro (Rovigo) |

|  |           |             |
|  | Marcatori | 84’ F. Poli |

| Cagliari 13 gennaio 1985 17ª giornata | Cagliari                  | 0 – 0 | Perugia | Stadio Sant'Elia\| Arbitro: \| Pezzella (Frattamaggiore) \| |
| Arbitro:                              | Pezzella (Frattamaggiore) |       |         |                                                             |

| Arbitro: | Baldi (Roma) |

|  |           |                    |
|  | Marcatori | 60’ (aut.) Lamagni |

| Arbitro: | Lamorgese (Potenza) |

|                              |           |           |
| Pedrinho 7’, 82’ Coppola 14’ | Marcatori | 83’ Uribe |

#### Girone di ritorno
| Arbitro: | Tubertini (Bologna) |

|                |           |  |
| Quagliozzi 40’ | Marcatori |  |

| Arbitro: | Ongaro (Rovigo) |

|              |           |           |
| Cozzella 90’ | Marcatori | 20’ Uribe |

| Arbitro: | Pellicanò (Reggio Calabria) |

|             |           |  |
| F. Poli 54’ | Marcatori |  |

| Taranto 3 marzo 1985 23ª giornata | Taranto          | 1 – 0 | Cagliari | Stadio Erasmo Iacovone\| Arbitro: \| Da Pozzo (Monza) \| |
| Arbitro:                          | Da Pozzo (Monza) |       |          |                                                          |

| Arbitro: | Testa (Prato) |

|  |           |               |
|  | Marcatori | 80’ Borgonovo |

| Arbitro: | Pellicanò (Reggio Calabria) |

|                 |           |  |
| Bivi 47’ (rig.) | Marcatori |  |

| Arbitro: | Boschi (Parma) |

|             |           |                  |
| Venturi 81’ | Marcatori | 2’ D. Pellegrini |

| Arbitro: | Pezzella (Frattamaggiore) |

|            |           |  |
| Crusco 49’ | Marcatori |  |

| Arbitro: | Tubertini (Bologna) |

|                         |           |  |
| Vagheggi 64’ Mazzeo 90’ | Marcatori |  |

| Arbitro: | Mattei (Macerata) |

|             |           |  |
| Venturi 43’ | Marcatori |  |

| Arbitro: | Coppetelli (Tivoli) |

|          |           |                    |
| Ambu 13’ | Marcatori | 21’ Antonio Crusco |

| Arbitro: | Ongaro |

|            |           |  |
| Branca 90’ | Marcatori |  |

| Arbitro: | Vecchiatini (Bologna) |

|  |           |                         |
|  | Marcatori | 4’ F. Poli 53’ Pusceddu |

| Arbitro: | Bergamo (Livorno) |

|                |           |  |
| G. De Rosa 73’ | Marcatori |  |

| Arbitro: | D'Elia (Salerno) |

|                               |           |                              |
| Sorbi 24’ (rig.) Sorbello 28’ | Marcatori | 30’ (aut.) Da Re 35’ F. Poli |

| Arbitro: | Pairetto (Torino) |

|                         |           |  |
| Pusceddu 60’ Crusco 82’ | Marcatori |  |

| Arbitro: | Baldi (Roma) |

|                                |           |                |
| Chinellato 7’ (aut.) Massi 78’ | Marcatori | 79’ Quagliozzi |

| Arbitro: | Magni |

|                                     |           |  |
| Lamagni 57’ (aut.) A. Di Chiara 84’ | Marcatori |  |

| Cagliari 16 giugno 1985 38ª giornata | Cagliari                   | 0 – 0 | Catania | Stadio Sant'Elia\| Arbitro: \| Esposito (Torre del Greco) \| |
| Arbitro:                             | Esposito (Torre del Greco) |       |         |                                                              |

### Coppa Italia

#### Girone 7
| Arbitro: | Baldi (Roma) |

|  |           |                       |
|  | Marcatori | 54’ Uribe 88’ F. Poli |

| Arbitro: | Longhi (Roma) |

|  |           |                                       |
|  | Marcatori | 6’ M. Briaschi 25’ Boniek 62’ Vignola |

| Arbitro: | Boschi (Parma) |

|              |           |  |
| Donadoni 81’ | Marcatori |  |

| Arbitro: | Greco (Lecce) |

|                           |           |           |
| Crusco 21’, 81’ Piras 58’ | Marcatori | 86’ Testa |

| Arbitro: | Pezzella (Frattamaggiore) |

|                   |           |                                  |
| Traini 18’ (rig.) | Marcatori | 70’ Venturi 79’ (aut.) Tortorici |

#### Ottavi di finale
| Arbitro: | Magni (Bergamo) |

|                   |           |  |
| Júnior 86’ (rig.) | Marcatori |  |

| Cagliari 27 febbraio 1985 Ritorno | Cagliari           | 0 – 0 | Torino | Stadio Sant'Elia\| Arbitro: \| Bianciardi (Siena) \| |
| Arbitro:                          | Bianciardi (Siena) |       |        |                                                      |